# Kababina formartine
Espèce
Kababina formartine est une espèce d'araignées aranéomorphes de la famille des Stiphidiidae.

## Distribution
Cette espèce est endémique du Queensland en Australie. Elle se rencontre sur le mont Formartine.

## Description
La carapace de la femelle holotype mesure 2,1 mm de long sur 1,5 mm de large, son abdomen 2,4 mm de long.

## Étymologie
Son nom d'espèce lui a été donné en référence au lieu de sa découverte, le mont Formartine.

## Publication originale
- Davies, 1995 : A new spider genus (Araneae: Amaurobioidea: Amphinectidae) from the wet tropics of Australia. Memoirs of the Queensland Museum, vol. 38, p. 463-469 (texte intégral).